# Pāṇini
Pāṇini a fost un important gramatician hindus din Gandhara.
A scris în sanscrită o lucrare de o complexitate și finețe algebrică, cu numele Aștadhyayii („Cele opt cărți”), operă lăudată și în prezent. Acest gramatician al secolului V sau IV î.Hr. enumeră încă 68 de gramaticieni indieni care l-au precedat, ceea ce arată existența unei îndelungate tradiții orale a gramaticii hinduse înainte de secolele IV-V î.Hr. Pe lângă multe altele, Pāṇini numește cele cinci categorii de sunete după felul lor (velare, palatale, retroflexe, dentale, labiale) și împarte fonemele limbii sanscrite după aceste categorii. Prin aceasta, el a precedat cu 2000 de ani lingvistica modernă, care a ajuns la aceleași rezultate în parte datorită descoperirii limbii sanscrite.